# Mainzer Straße (Berlin-Friedrichshain)
Die Mainzer Straße im Berliner Ortsteil Friedrichshain (Bezirk Friedrichshain-Kreuzberg) ist nach der Stadt Mainz benannt worden. Sie befindet sich zwischen der Boxhagener Straße und der Frankfurter Allee in unmittelbarer Nähe zum U-Bahnhof Samariterstraße.

## Geschichte
Bereits im Bebauungsplan von James Hobrecht aus dem Jahre 1862 ist die Straße vorgesehen, tatsächlich angelegt wurde sie 1893–1894 als Teil der Kolonie Friedrichsberg im damals selbstständigen Lichtenberg. Bis zur fertigen Wohnbebauung waren 28 Häuser entstanden, die zusammenhängende Gebäudetrakte bildeten.

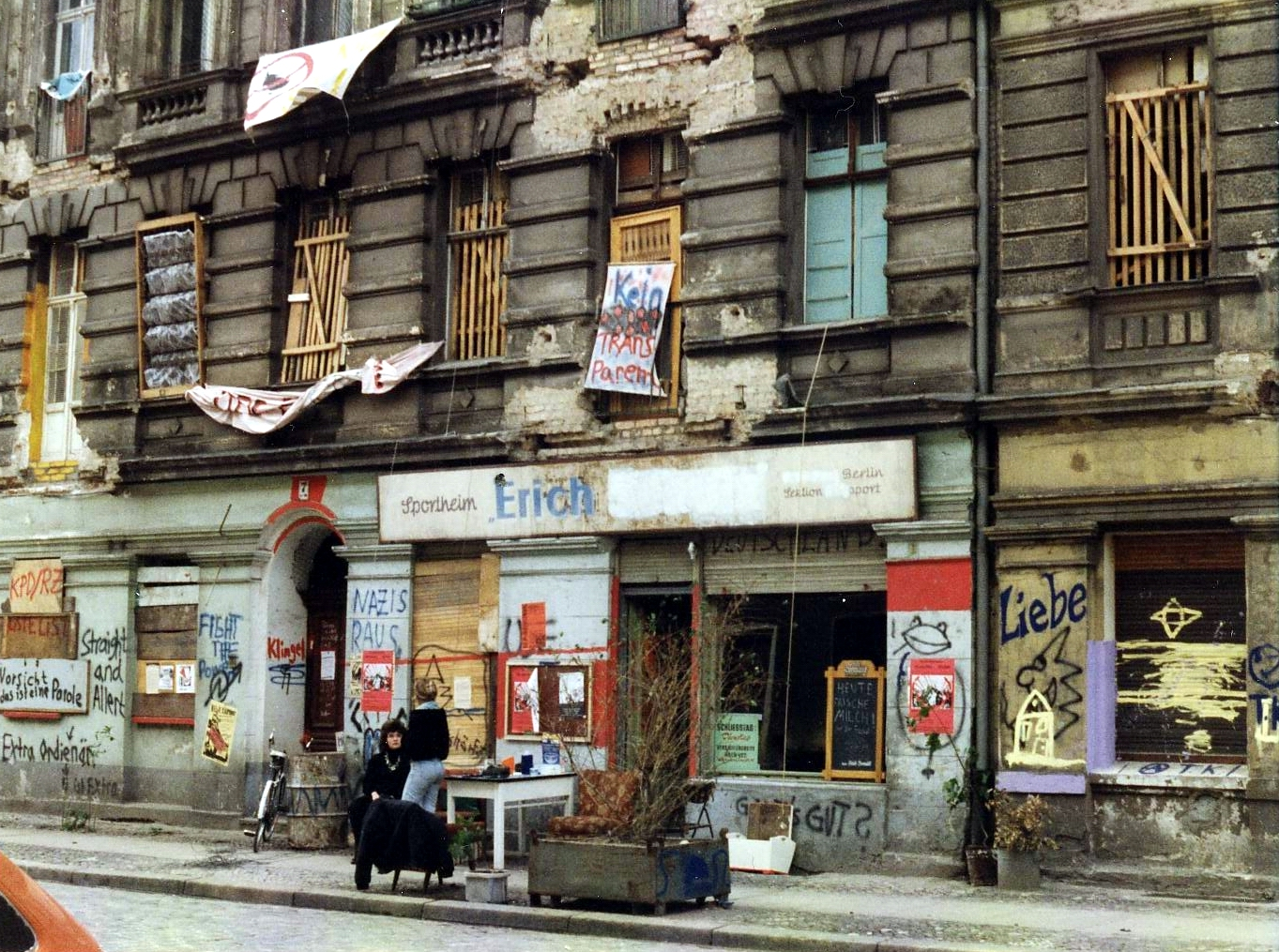
Alternative Wohnprojekte im Juni 1990

Im Zweiten Weltkrieg wurden die meisten Häuser der gesamten Straße nicht zerstört. Daher stehen heute fünf Häuser (Nr. 15–19) als seltenes Beispiel für die typische Mischung aus Mietshäusern im Stil der Neorenaissance zum Ende des 19. Jahrhunderts sowie Ställen, Schmieden und weiteren Gewerbebauten im Hof unter Denkmalschutz.
Die im Ostteil der Stadt gelegene Straße erregte im Jahr 1990 überregional Aufsehen, als ab dem 28. April ein Großteil der Häuser besetzt (Nr. 2–11 durchgehend sowie 22 und 24) und sieben Monate lang gehalten wurde. Unter den okkupierten Häusern befand sich auch das heute in der Kastanienallee ansässige Tuntenhaus (Nummer 4). Die Räumung der Mainzer Straße erfolgte am 14. November 1990 in einem Großeinsatz der Polizei mit etwa 3000 Beamten. Die gewalttätige Aktion führte zum Ende der rot-grünen Regierungskoalition unter Walter Momper in Berlin.
Alle Häuser der Straße wurden in den folgenden Jahren saniert. Mehrere der noch im Privatbesitz befindlichen Gebäude wurden weiterverkauft, ihre Wohnungen sind vermietet. Die Straße unterscheidet sich nunmehr kaum von den umliegenden Straßen.

## Mainzer Straße 19

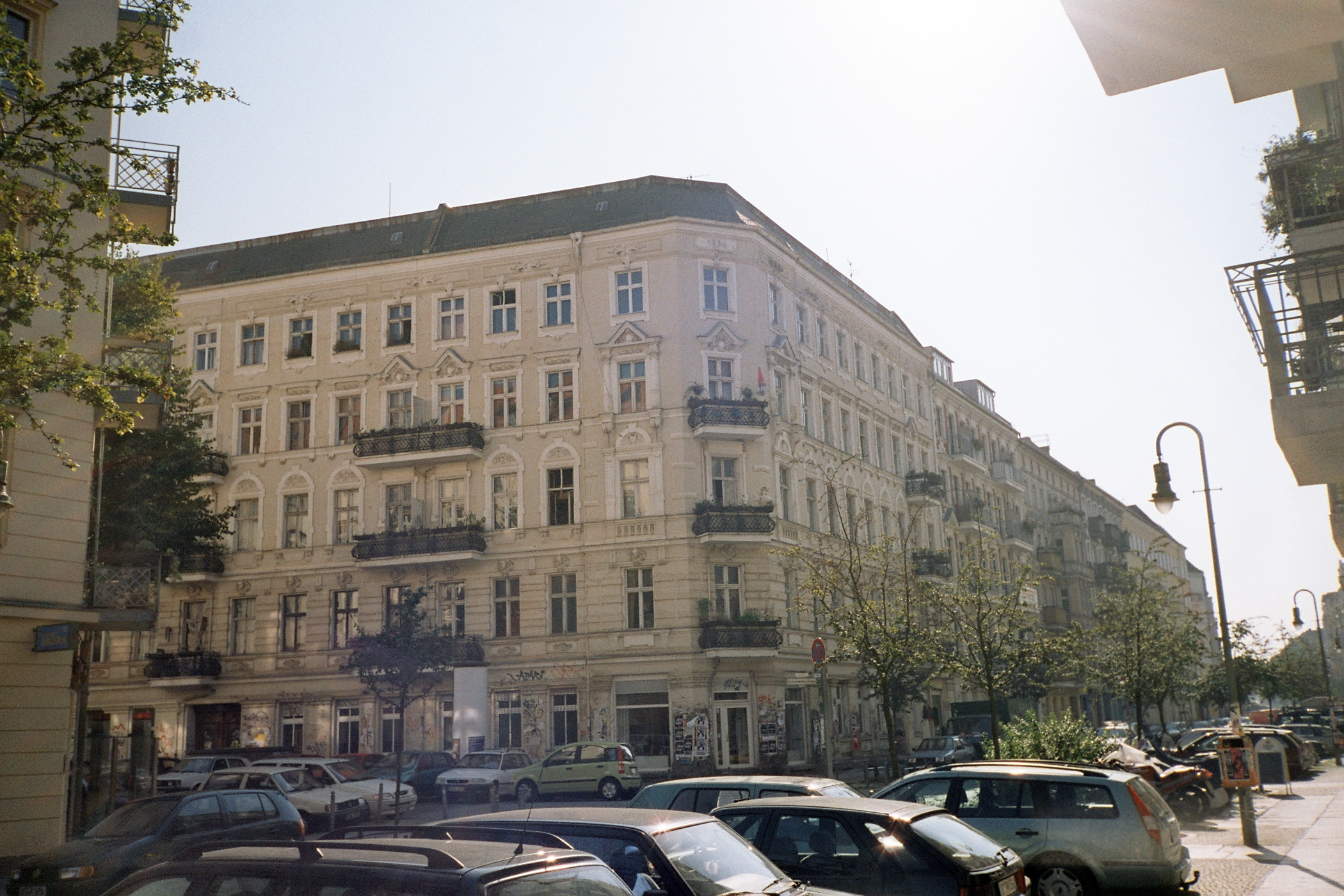
Mainzer Straße 19

Prägend ist das Baudenkmal an der Mainzer Straße 19 Ecke Scharnweberstraße 33. Es wurde von dem Zimmermeister und Bauherrn Anton Puzowski 1896/1897 nach dem Entwurf von Otto Roeder errichtet. Die Fassade erinnert an die Neorenaissance und den Neobarock und besitzt aufwendig gestaltete Gesimse und Fensterverdachungen. Hervorzuheben sind auch die schmiedeeisernen Korbgitterbalkone.